# Didi, o Caçador de Tesouros
Didi, o Caçador de Tesouros é um filme brasileiro de 2006 dirigido por Marcus Figueiredo e estrelado por Renato Aragão.

## Sinopse
Didi é o empregado do Dr. Samuel Walker, o pai de Pedro, que é grande companheiro nas aventuras de Didi, um dia eles acham junto a um álbum de fotografias um mapa onde partem para um misterioso hotel abandonado, em busca de pistas sobre a história do tenente Lucas Walker, o avô de Pedro. Lucas foi considerado um desertor da Força aérea britânica, porque estava entre os militares que fugiram para o Brasil com um carregamento de ouro roubado dos nazistas, quando o avião caiu em uma região próxima a São Paulo em 1945, Lucas tinha apenas 25 anos estava na companhia do Capitão Nigel e 3 Soldados . Este acidente fez com que Lucas, os outros militares que estavam no avião,e as outras pessoas que viram o ouro virassem fantasmas, presos entre a Terra e o céu, a espera de alguém de coração puro que encontrasse e devolvesse o ouro. Didi, que sempre sonhou em ser um caçador de tesouros, é a pessoa que pode achar o ouro, libertar a alma dos fantasmas e recuperar o status de herói do avô de Pedro que foi considerado desertor e ladrão.

## Elenco
| Personagens            | Elenco               |
| ---------------------- | -------------------- |
| Didi                   | Renato Aragão        |
| Pedro Walker(Pedrinho) | João Paulo Bienemann |
| Samuel Walker          | Cecil Thiré          |
| Lucas Walker           | Miguel Thiré         |
| Capitão Nigel          | Eduardo Galvão       |
| Ana                    | Grazi Massafera      |
| Guardião               | Francisco Cuoco      |
| Belinha                | Livian Aragão        |
| Juca                   | Mussunzinho          |
| Zeca                   | Sérgio Hondjakoff    |
| Nadir                  | Paulo Vespúcio       |
| Soldado 1              | Luiz Nicolau         |
| Soldado 2              | Carlos Bonow         |
| Soldado 3              | Pedro Putziger       |

## Produção
O filme foi gravado no Resort Pedagógico "Sítio do Carroção", em Tatuí no interior de São Paulo.

## Recepção

### Crítica
Angélica Bito em sua crítica para o Cine Click disse que "tenta ser uma comédia infantil, mas passa longe disso. Para os espectadores com mais de 20 anos que cresceram assistindo aos filmes dos Trapalhões no cinema e/ ou na TV, o filme protagonizado por Renato Aragão causa tristeza por ser tão enfadonho, ao contrário de suas produções nos anos 80."

### Bilheteria
O filme levou aos cinemas cerca de 1 milhão e 100 mil espectadores.